# Colère Rouge
Colère Rouge is een Belgisch bier van hoge gisting.
Het bier wordt sinds 2008 gebrouwen in Brasserie Artisanale Millevertus te Breuvanne in samenwerking en naar recept van Feller Associés, Frankrijk.
Het is een oranjeamberkleurig bier met een alcoholpercentage van 5%.